# 3세대 원자로
3세대 원자로(Gen III)는 2세대 원자로들의 안전성과 경제성을 향상시킨 개량형 원자로이다.
1979년 미국의 스리마일섬 원자력 발전소 사고 이후 원자력 발전의 안전성에 대한 국제적 관심이 고조되었다. 이에 따라 개량표준형 원자로를 개발하려는 움직임이 활발해졌고, 그렇게 등장한 것이 제3세대 원자로(Gen III)이다. 제2세대 원자로(Gen II)를 기반으로 하여 최첨단 설계를 적용하여, 안전성을 높이고 경제성을 20~30% 향상시킨 원자로이다. 최첨단 설계에는 연료기술, 열효율, 모듈화 건설, 피동형 안전계통, 표준화 설계 등이 포함되어 있다.  
제3세대 원자로와 제3세대+ 원자로들의 노심손상 빈도는 EPR(European pressurizer reactor)의 경우 1,500만~2,000만 년의 원자로 가동기간 중에 1회 정도 손상이 발생할 확률(즉, 6x10-7/Reactor-Year)이고, ESBWR(economic simplified boiling water reactor)의 경우 3억~3억 5천만 년의 원자로 가동기간 중에 1회 정도 손상이 발생할 확률, 즉 3x10-8/Reactor-Year)를 가질 만큼 제2세대에 비해 손상 확률이 낮은 것으로 보고되고 있다.  
제3세대 원자로는 기존의 원자로보다 더 긴 수명(60년의 수명)을 확보하기 위해 설계 개선을 추구하였다. 제1세대 원자로와 제2세대 원자로와 달리 제3세대 원자로는 10CFR Part 52에 근거하여 미국원자력규제위원회(NRC, nuclear regulatory commission)에서 규제하고 있다. 
제3세대 원자로는 1980년대부터 개발되기 시작해 1990년대에 본격적으로 건설·운영되기 시작했다. 웨스팅하우스의 600MW급 첨단 PWR인 AP-600은 첫 번째 제3세대 원자로들 가운데 하나이다. 이와는 별도로 GE원자력에너지사는 첨단비등형 원자로인 ABWR(advanced boiling water reactor)을 설계하였고, 미국원자력규제위원회로부터 설계 인증을 취득하였으며, 1996년 일본에서 최초로 가동되었다. 캐나다원자력발전(AECL)에서 개발한 첨단 캔두 6(CANDU 6)과 컴버스천엔지니어링에서 설계한 System 80+도 제3세대 원자로에 속한다. 

## 같이 보기
- 2세대 원자로
- 4세대 원자로